# Església de l'Assumpció d'Albocàsser
L'Església de l'Assumpció d'Albocàsser, està situada al centre de la població, a la plaça de l'Església. És la parròquia de la població, temple catòlic que pertany al bisbat de Sogorb-Castelló. Ha estat qualificada com a Bé de Rellevància Local amb la categoria de Monument d'Interès Local.

## Història
Al costat del desaparegut castell, a la part més elevada de la població, es va construir una església gòtica, la qual fou reformada a les darreries del segle xvi. El deteriorament del temple i el canvi de gust incideixen el 1686 a remodelar l'edifici, afegint una cornisa volada i capitells a les columnes, dirigides les obres per Vicent Antolí i Josep Palau, mestres d'obres morellans.
La remodelació fou insuficient i es decideix construir un nou temple. El 19 de març de 1698 es contracta la
construcció del temple a dues famílies de mestres d'obres, els Esteller d'Atzeneta del Maestrat i els Gonel de Fortanet i Vistabella del Maestrat. Les obres finalitzen l'any 1704 però el 1716 encara continuava la construcció del campanar i les sagristies. L'orgue es va muntar el 1734, obra dels germans Turull, naturals de Morella.
La capella de la Comunió fou construïda posteriorment. I el 17 d'agost de 1837 l'església pateix un incendi.
Amb la guerra civil (1936-1939), tota l'església queda molt deteriorada. I serà 1944 l'any de l'inici de la restauració del temple: presbiteri, altar major, imatge de la Mare de Déu de l'Assumpció, templet i custòdia, sagrari, copons, velàrium, entre d'altres.

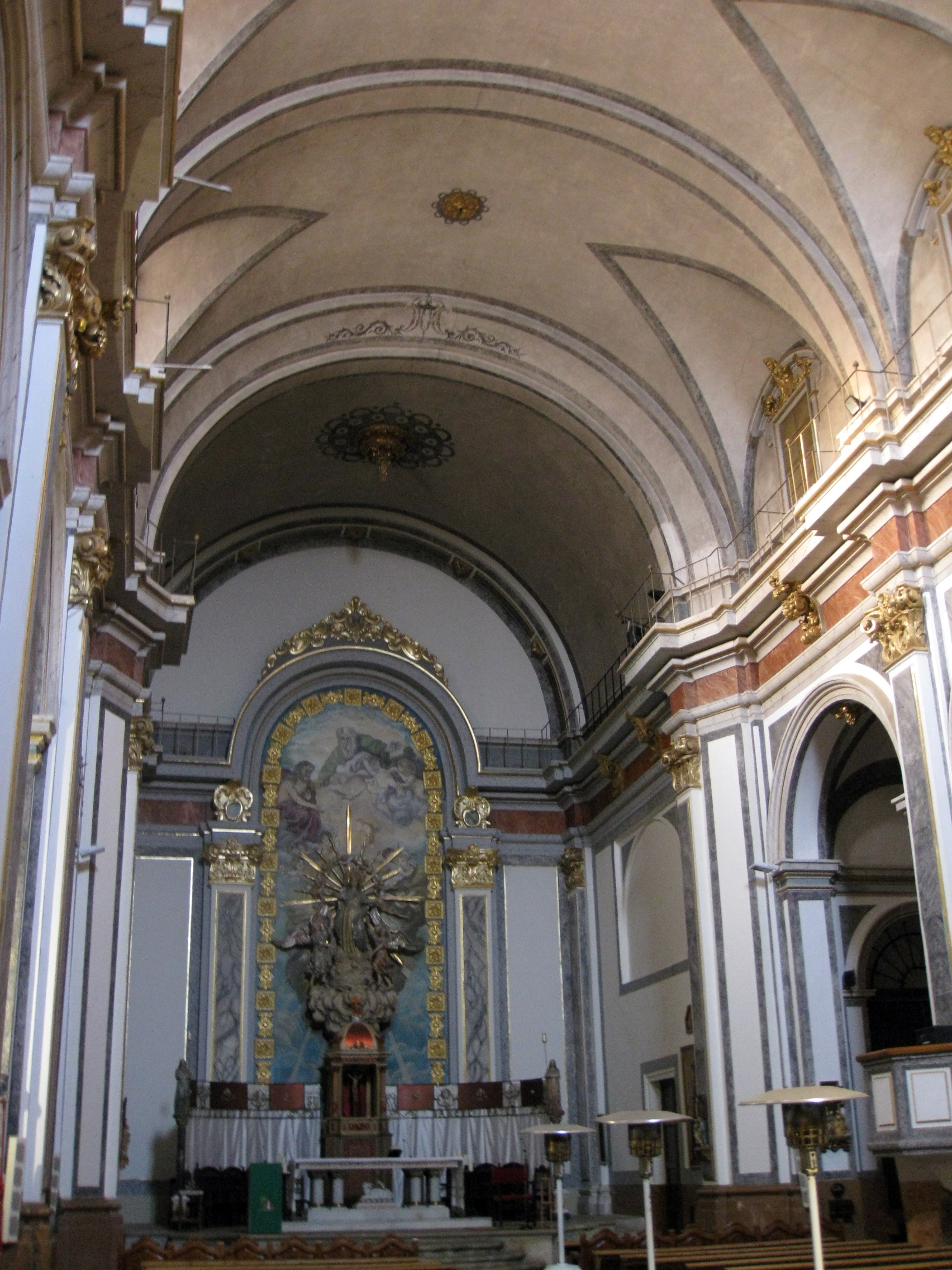

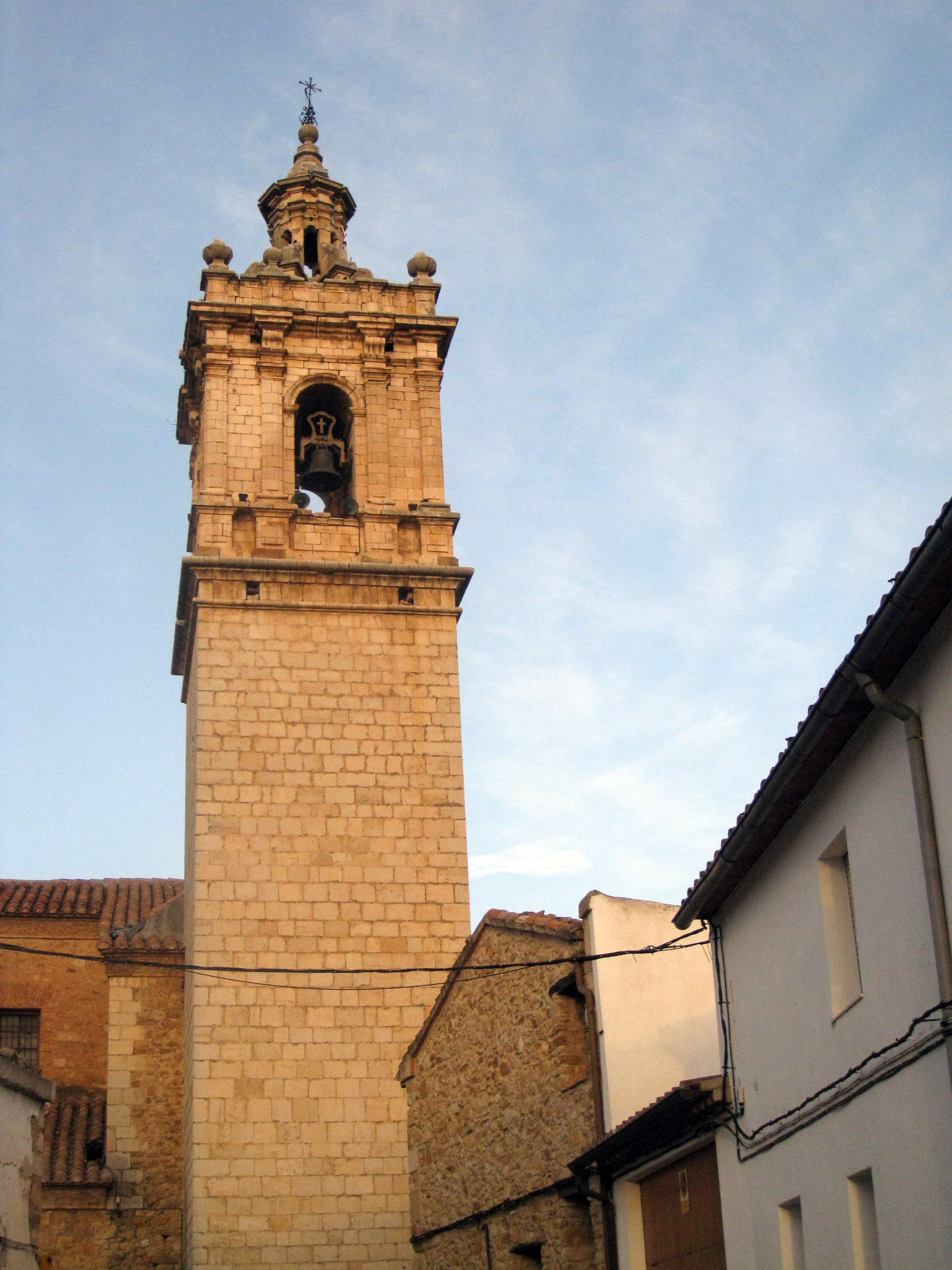

## Arquitectura

### Estructura
La planta del temple, inscrita en un rectangle, presenta una nau dividida en quatre trams amb capelles entre els contraforts comunicades entre si, sense creuer, i en la capçalera el presbiteri envoltat per sagristies, i damunt d'aquestes, en un principi es trobava l'orgue i el cor. La nau central està coberta per volta de canó amb llunetes, les capelles laterals per volta bufada, i la capella de la Comunió amb cúpula sobre petxines, sense llanternó.
La connexió entre la nau i el presbiteri es fa mitjançant un arc atrompetat. Els arcs que comuniquen les capelles laterals arriben en els seus vèrtexs a la imposta dels arcs torals. I la il·luminació prové de les finestres situades per damunt de les capelles.
L'interior s'articula mitjançant pilars i pilastres corínties de tipus romà.

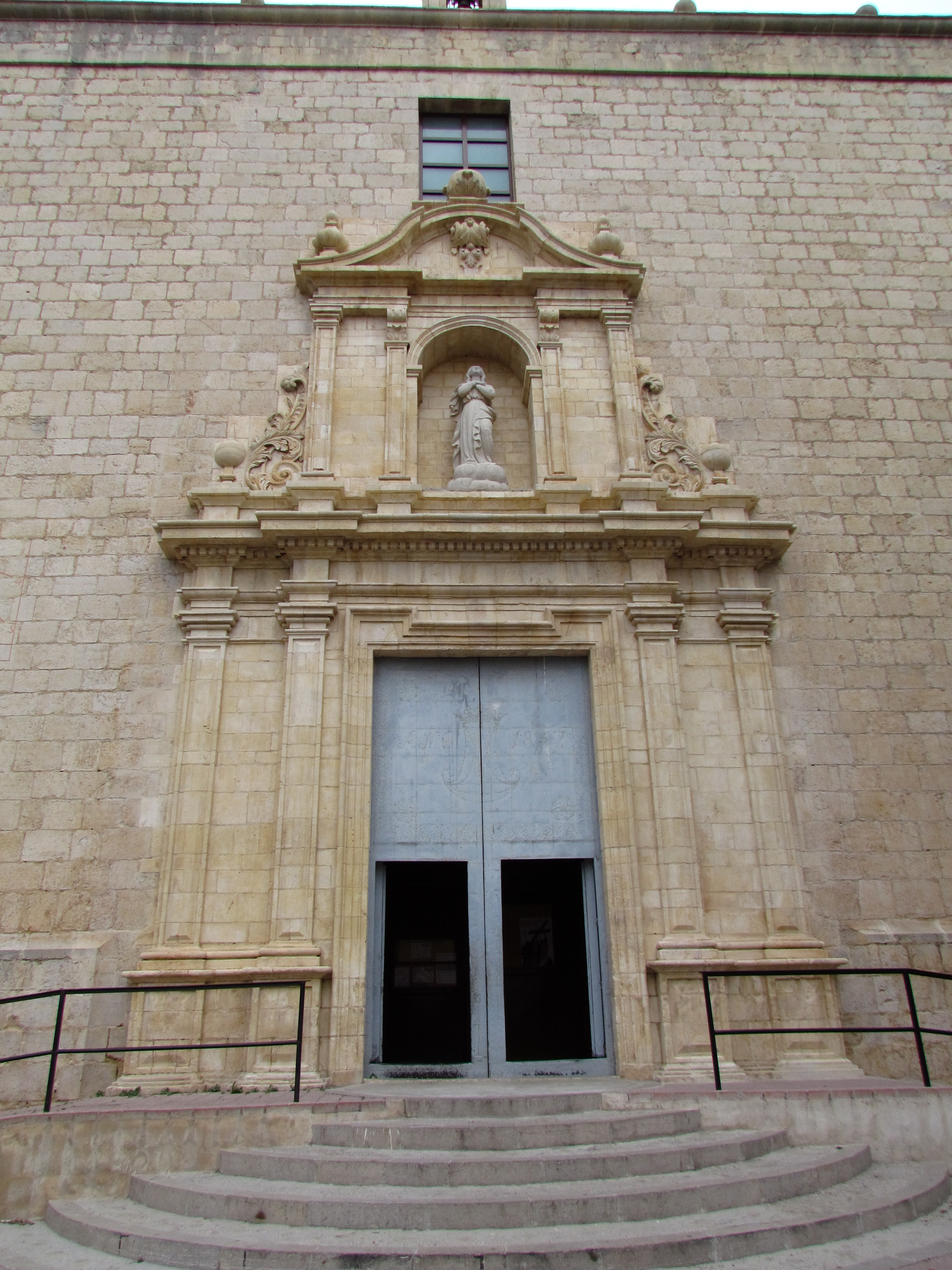

### Façana
La façana és un gran mur rectangular de carreus, amb una cornisa recta, rematada per una petita espadanya en el centre i boles als laterals. La portada, centrada en aquest frontis, consta de dos cossos, on l'inferior presenta una obertura d'arc de llinda motllurat, flanquejada per quatre pilastres toscanes, dos i dos, amb el fust rebaixat, que suporten un entaulament on sota la cornisa hi ha decoració de dentells; i per damunt, al segon cos, una fornícula coberta amb volta de canó amb el sant titular, flanquejada per pilastres i coronada per un frontó amb arc d'inflexió, rematat en els costats per pinacles en forma de ceba.

### Torre campanar
La torre campanar, situada als peus de la nau, en el costat de l'Evangeli, està adossada a la façana. Té planta quadrangular, amb un cos massís i, el cos de les campanes, amb una obertura de mig punt en cada cara flanquejada per parelles de pilastres, coronada per una forta cornisa amb boles tancant la continuació de les pilastres. Al damunt, un edicle octagonal amb obertures en les seues cares, reforçat amb contraforts a manera d'arcbotants.

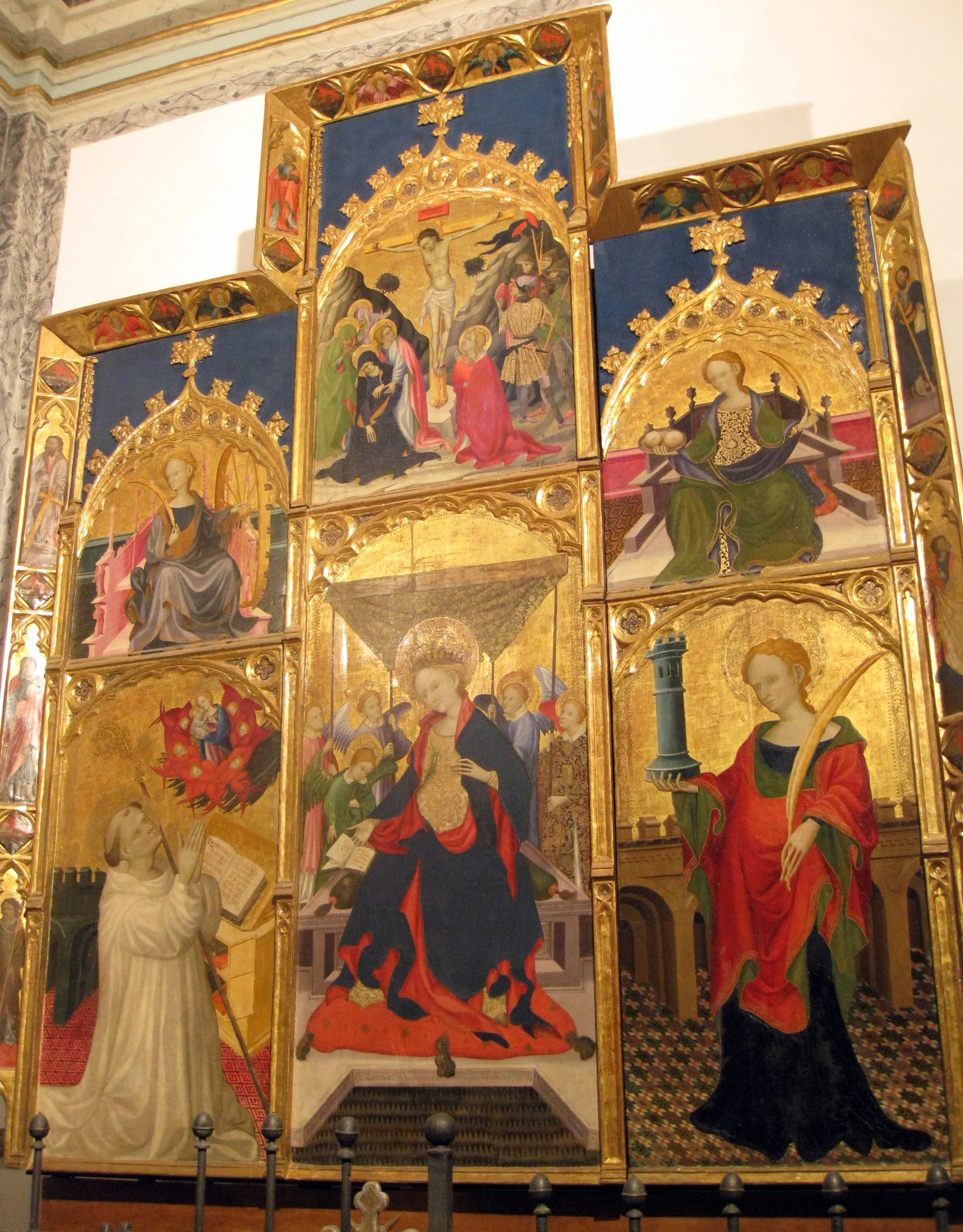

## Tresor parroquial
Entre les obres d'art sacre que la parròquia conserva i custòdia, destaquen:
- Retaule de la Mare de Déu de l'Esperança, de principis del segle xv, pertany a l'ermita de la Mare de Déu de l'Esperança.
- Arqueta del Dijous Sant. Oli i tremp sobre fusta, de principis del segle xvi.
- Santa Agnès. Oli del segle xvii, pertany a l'ermita de la Mare de Déu de l'Esperança.
- El Salvador. Estàtua de fusta policroma, del segle xiv.
- Safata d'argent amb la Mare de Déu entronitzada, amb punxó morellà, del segle xv.
- Portapau, de finals del segle xvi.
- Calze, del segle xviii.